# Церква Різдва Пресвятої Богородиці (Криве)
Церква Різдва Пресвятої Богородиці в Кривому — парафія і храм Скалатського благочиння Тернопільської єпархії Православної церкви України в селі Криве Тернопільського району Тернопільської области.
Оголошена пам'яткою архітектури місцевого значення.

## Історія церкви
Храм Різдва Пресвятої Богородиці був збудований у 1863 році. Протягом століття він був центром духовного життя для місцевих жителів.
У 1960 році святиню закрили. Духовне життя відродилося у 1988 році, коли парафіяльна рада під керівництвом настоятеля о. Сергія Сороки взялася за відновлення храму. У 1989 році він знову відкрив свої двері для богослужінь.
Справжнє відродження розпочалося у 2001 році з приходом священника Михайла Карпця. За його служіння було проведено капітальний ремонт, а територію церкви обгородили.

## Парохи
- о. Сергій Сорока,
- о. Михайло Карпець (з 2001).